# Dänischer Fußballpokal 2010/11
Der Dänische Fußballpokal 2010/11 (unter Sponsorenschaft auch Ekstra Bladet Cup) war die 57. Austragung des dänischen Pokalwettbewerbs der Männer. Er wurde vom dänischen Fußballverband ausgetragen. Das Finale fand traditionell am Himmelfahrtstag (22. Mai 2011) im Parken von Kopenhagen statt. Hierbei kam es zur Neuauflage des letztjährigen Endspiels. Titelverteidiger FC Nordsjælland setzte sich erneut gegen FC Midtjylland durch.
Das Halbfinale wurde in Hin- und Rückspiel entschieden. In den anderen Runden wurden die Begegnungen in einem Spiel ausgetragen. Bei unentschiedenem Ausgang wurde zur Ermittlung des Siegers eine Verlängerung gespielt. Stand danach kein Sieger fest, folgte ein Elfmeterschießen.

## 1. Runde
Es nahmen 56 Mannschaften der Dänemarkserie oder tiefer, 23 Vereine der 2. Division 2009/10 (ohne Reservemannschaften), 14 Teams der 1. Division 2009/10 sowie der Elfte und Zwölfte der Superliga 2009/10 teil. Der Fünfzehnte der 1. Division, BK Frem Kopenhagen nahm wegen Insolvenz nicht teil. Dadurch zog Jægersborg BK kampflos in die zweite Runde.
| Datum      |                              | Ergebnis              |                           |
| ---------- | ---------------------------- | --------------------- | ------------------------- |
| 09.08.2010 | Egen UI                      | 0:1                   | BK Marienlyst             |
| 10.08.2010 | Bredstrup-Pjedsted IF        | 0:9                   | Kolding FC                |
| 10.08.2010 | Brønshøj BK                  | 7:1                   | Allerød FK                |
| 10.08.2010 | De Studerendes Idræt Odense  | 1:5                   | FC Fyn                    |
| 10.08.2010 | Elite 3000 Fodbold           | 4:3                   | AB Gladsaxe               |
| 10.08.2010 | Frederiksberg Alliancen 2000 | 3:4                   | BK Fremad Valby           |
| 10.08.2010 | Frederikshavn fI             | 1:4                   | Hobro IK                  |
| 10.08.2010 | BK Frem Sakskøbing           | 2:5                   | Næstved BK                |
| 10.08.2010 | Gentofte-Vangede IF          | 0:3                   | Nordvest FC               |
| 10.08.2010 | Gladsaxe-Hero BK             | 5:3                   | B 1973 Herlev             |
| 10.08.2010 | Helsinge Fodbold             | 1:6                   | Hellerup IK               |
| 10.08.2010 | Herlufsholm GF               | 0:1                   | Lolland-Falster Alliancen |
| 10.08.2010 | Hirtshals BK                 | 3:1                   | Birkelse IF               |
| 10.08.2010 | KFUM Kopenhagen              | 00:10                 | Varde IF                  |
| 10.08.2010 | IF Lyseng                    | 0:1                   | IK Skovbakken             |
| 10.08.2010 | Ringe BK                     | 0:4                   | Aabenraa BK               |
| 10.08.2010 | Ringkøbing IF                | 2:1                   | Tjørring IF               |
| 10.08.2010 | Stenløse BK                  | 2:1                   | BK Avarta                 |
| 10.08.2010 | Søndermarkens IF             | 0:2                   | Skive IK                  |
| 10.08.2010 | Virum/Sorgenfri BK           | 1:4                   | Vanløse IF                |
| 10.08.2010 | Aarhus Fremad                | 1:2                   | Brabrand IF               |
| 10.08.2010 | Aars IK                      | 0:2                   | Blokhus FC                |
| 11.08.2010 | AB Tårnby                    | 0:1                   | NB Bornholm               |
| 11.08.2010 | Avedøre IF                   | 4:1                   | BK Søllerød-Vedbæk        |
| 11.08.2010 | BK Glostrup Albertslund      | 0:2                   | B.93 Kopenhagen           |
| 11.08.2010 | IF Skjold Birkerød           | 3:2                   | FC Roskilde               |
| 11.08.2010 | Bjerringbro IF               | 1:6                   | FC Skanderborg            |
| 11.08.2010 | Døllefjelde-Musse IF         | 00:12                 | FC Vestsjælland           |
| 11.08.2010 | Frederiksberg BK             | 2:1                   | BK Skjold Østerbro        |
| 11.08.2010 | FC Broby                     | 5:6                   | Østre BK                  |
| 11.08.2010 | Fremad Amager                | 0:1                   | Hvidovre IF               |
| 11.08.2010 | Funder GF                    | 2:6                   | Viby IF                   |
| 11.08.2010 | Herlev IF                    | 0:4                   | B 1908 Amager             |
| 11.08.2010 | Kastrup BK                   | 1:1 n. V. (4:2 i. E.) | Greve IF                  |
| 11.08.2010 | Kjellerup IF                 | 0:2                   | Viborg FF                 |
| 11.08.2010 | Kværndrup BK                 | 2:4                   | FC Svendborg              |
| 11.08.2010 | Ledøje-Smørum Fodbold        | 1:3 n. V.             | Svebølle B&I              |
| 11.08.2010 | Lemvig GF                    | 2:4 n. V.             | Odder IGF                 |
| 11.08.2010 | Nakskov BK                   | 0:5                   | HB Køge                   |
| 11.08.2010 | Næsby BK                     | 2:3                   | FC Fredericia             |
| 11.08.2010 | Otterup B&IK                 | 2:3 n. V.             | Vejle BK                  |
| 11.08.2010 | Skagen IK                    | 1:4                   | FC Hjørring               |
| 11.08.2010 | IK Aalborg Chang             | 1:3                   | Thisted FC                |
| 12.08.2010 | Grindsted G&IF               | 2:4                   | Lystrup IF                |
| 12.08.2010 | Holstebro BK                 | 1:4                   | Aarhus GF                 |
| 12.08.2010 | Jægersborg BK                | kampflos              | BK Frem Kopenhagen 1      |
| 12.08.2010 | Bolbro G&IF                  | 2:2 n. V. (4:2 i. E.) | Vinding SF                |
| 17.08.2010 | Tuse IF                      | 3:2                   | Værløse BK                |

## 2. Runde
Teilnehmer waren die 48 Sieger der ersten Runde, der Erste und Zweite der 1. Division 2009/10, sowie die 6 Teams auf den Plätzen fünf bis zehn der Superliga 2009/10.
| Datum      |                    | Ergebnis              |                           |
| ---------- | ------------------ | --------------------- | ------------------------- |
| 24.08.2010 | Aabenraa BK        | 1:4                   | Hobro IK                  |
| 24.08.2010 | Blokhus FC         | 0:3                   | Aalborg BK                |
| 24.08.2010 | Bolbro G&IF        | 0:5                   | FC Hjørring               |
| 24.08.2010 | NB Bornholm        | 0:1                   | Hellerup IK               |
| 24.08.2010 | IF Skjold Birkerød | 1:4                   | Brønshøj BK               |
| 24.08.2010 | Hirtshals BK       | 2:4                   | Skive IK                  |
| 24.08.2010 | Lystrup IF         | 0:5                   | Varde IF                  |
| 24.08.2010 | BK Marienlyst      | 2:1                   | B 1908 Amager             |
| 24.08.2010 | Ringkøbing IF      | 0:3                   | Viborg FF                 |
| 24.08.2010 | Østre BK           | 1:3                   | Thisted FC                |
| 24.08.2010 | Tuse IF            | 0:2                   | B.93 Kopenhagen           |
| 25.08.2010 | Avedøre IF         | 3:1 n. V.             | Lolland-Falster Alliancen |
| 25.08.2010 | Brabrand IF        | 1:4                   | AC Horsens                |
| 25.08.2010 | Elite 3000 Fodbold | 1:3                   | FC Vestsjælland           |
| 25.08.2010 | Frederiksberg BK   | 2:3 n. V.             | FC Svendborg              |
| 25.08.2010 | FC Fredericia      | 4:0                   | SønderjyskE Fodbold       |
| 25.08.2010 | FC Fyn             | 0:1                   | Lyngby BK                 |
| 25.08.2010 | BK Fremad Valby    | 2:5                   | Nordvest FC               |
| 25.08.2010 | Gladsaxe-Hero BK   | 0:1                   | Næstved BK                |
| 25.08.2010 | Jægersborg BK      | 0:1                   | Hvidovre IF               |
| 25.08.2010 | Kastrup BK         | 1:1 n. V. (5:4 i. E.) | Stenløse BK               |
| 25.08.2010 | Odder IGF          | 0:1                   | Aarhus GF                 |
| 25.08.2010 | IK Skovbakken      | 1:4                   | Randers FC                |
| 25.08.2010 | Svebølle B&I       | 2:4                   | HB Køge                   |
| 25.08.2010 | Vejle BK           | 2:4 n. V.             | Silkeborg IF              |
| 25.08.2010 | Viby IF            | 0:0 n. V. (3:2 i. E.) | Kolding FC                |
| 26.08.2010 | FC Skanderborg     | 1:3 n. V.             | FC Midtjylland            |
| 26.08.2010 | Vanløse IF         | 0:5                   | FC Nordsjælland           |

## 3. Runde
Teilnehmer: Die 28 Sieger der zweiten Runde und die 4 Vereine auf den Plätzen eins bis vier der Superliga 2009/10.
| Datum      |                 | Ergebnis  |                 |
| ---------- | --------------- | --------- | --------------- |
| 15.09.2010 | B.93 Kopenhagen | 0:5       | Silkeborg IF    |
| 22.09.2010 | Aarhus GF       | 6:3 n. V. | Skive IK        |
| 22.09.2010 | Avedøre IF      | 2:3       | FC Midtjylland  |
| 22.09.2010 | Brønshøj BK     | 0:1       | Hvidovre IF     |
| 22.09.2010 | FC Svendborg    | 0:3       | Esbjerg fB      |
| 22.09.2010 | FC Vestsjælland | 2:6 n. V. | AC Horsens      |
| 22.09.2010 | Hobro IK        | 0:1       | Viborg FF       |
| 22.09.2010 | Kastrup BK      | 1:2       | Lyngby BK       |
| 22.09.2010 | BK Marienlyst   | 0:2       | Odense BK       |
| 22.09.2010 | Nordvest FC     | 1:5       | Randers FC      |
| 22.09.2010 | Næstved BK      | 0:1       | Aalborg BK      |
| 22.09.2010 | Thisted FC      | 1:3       | HB Køge         |
| 22.09.2010 | Varde IF        | 4:2       | Brøndby IF      |
| 22.09.2010 | Viby IF         | 1:4       | FC Kopenhagen   |
| 23.09.2010 | FC Hjørring     | 0:1       | FC Nordsjælland |
| 29.09.2010 | Hellerup IK     | 1:2       | FC Fredericia   |

## 4. Runde
Teilnehmer: Die 16 Sieger der dritten Runde.
| Datum      |               | Ergebnis              |                 |
| ---------- | ------------- | --------------------- | --------------- |
| 26.10.2010 | HB Køge       | 0:4                   | FC Midtjylland  |
| 27.10.2010 | FC Fredericia | 1:2                   | Randers FC      |
| 27.10.2010 | FC Kopenhagen | 2:4                   | AC Horsens      |
| 27.10.2010 | Hvidovre IF   | 2:2 n. V. (4:5 i. E.) | Lyngby BK       |
| 27.10.2010 | Varde IF      | 0:1                   | Aarhus GF       |
| 27.10.2010 | Viborg FF     | 1:1 n. V. (4:5 i. E.) | Aalborg BK      |
| 28.10.2010 | Esbjerg fB    | 2:0                   | Silkeborg IF    |
| 28.10.2010 | Odense BK     | 2:3                   | FC Nordsjælland |

## Viertelfinale
| Datum      |            | Ergebnis |                 |
| ---------- | ---------- | -------- | --------------- |
| 09.11.2010 | Aalborg BK | 0:2      | Esbjerg fB      |
| 10.11.2010 | Aarhus GF  | 0:1      | FC Midtjylland  |
| 11.11.2010 | AC Horsens | 0:1      | FC Nordsjælland |
| 11.11.2010 | Randers FC | 3:0      | Lyngby BK       |

## Halbfinale
| Datum             |                 | Gesamt          |            | Hinspiel | Rückspiel |
| ----------------- | --------------- | --------------- | ---------- | -------- | --------- |
| 27.04./04.05.2011 | FC Midtjylland  | 3:3 (5:4 i. E.) | Esbjerg fB | 1:2      | 2:1 n. V. |
| 28.04./05.05.2011 | FC Nordsjælland | 1:0             | Randers FC | 1:0      | 0:0       |

## Finale
| Paarung         | FC Nordsjælland – FC Midtjylland |
| Ergebnis        | 3:2 (1:1) |
| Datum           | 22. Mai 2011 |
| Stadion         | Parken, Kopenhagen |
| Zuschauer       | 14.646 |
| Schiedsrichter  | Claus Bo Larsen |
| Tore            | 1:0 Rawez Lawan (16.) 1:1 Mikkel Thygesen (37.) 2:1 Rawez Lawan (54.) 2:2 Mikkel Thygesen (71.) 3:2 Søren Christensen (90.) |
| FC Nordsjælland | Jesper Hansen – Henrik Kildentoft, Jores Okore, Andreas Bjelland, Bryan Oviedo – Michael Parkhurst, Enoch Kofi Adu (53. Matti Lund Nielsen) – Andreas Laudrup (61. Morten Nordstrand), Nicolai Stokholm, Tobias Mikkelsen (79. Søren Christensen) – Rawez Lawan. Cheftrainer: Morten Wieghorst |
| FC Midtjylland  | Jonas Lössl – Kasper Hansen, Kristian Bak Nielsen, Kristijan Ipša, Jesper Juelsgård – Danny Olsen (67. Ken Fagerberg), Jakob Poulsen, Izunna Uzochukwu, Rilwan Hassan (90 +2' Jonas Borring) – Mikkel Thygesen, Sylvester Igboun. Cheftrainer: Glen Riddersholm                                |
| Gelbe Karten    | Nicolai Stokholm – Kristian Bak Nielsen, Sylvester Igboun, Ken Fagerberg |